# 和知郵便局
和知郵便局（わちゆうびんきょく）
- 京都府船井郡京丹波町にある郵便局。本記事で記述する。
- 岐阜県加茂郡八百津町にある郵便局。局番号は24284。

和知郵便局（わちゆうびんきょく）は、京都府船井郡京丹波町本庄にある郵便局。民営化前の分類では集配特定郵便局であった。

## 概要
住所：〒629-1199 京都府船井郡京丹波町本庄ノハタ15

## 沿革
- 1878年（明治11年）1月16日 - 本庄（ほんじょう）郵便局（五等）として開設[1]。
- 1885年（明治18年）10月1日 - 貯金取扱を開始。
- 1890年（明治23年）12月21日 - 為替取扱を開始。
- 1903年（明治36年）10月1日 - 和知郵便局に改称。
- 1967年（昭和42年）2月15日 - 篠原郵便局[2]から和文電報配達事務を移管[3]。
- 1973年（昭和48年）6月27日 - 電話の加入および料金に関する簡易な事務を除く電話交換業務を綾部電報電話局から移管。
- 1994年（平成6年）3月22日 - 局舎を新築。
- 2007年（平成19年）10月1日 - 民営化に伴い、併設された郵便事業園部支店和知集配センターに一部業務を移管。
- 2012年（平成24年）10月1日 - 日本郵便株式会社の発足に伴い、郵便事業園部支店和知集配センターを和知郵便局に統合。

## 取扱内容
- 郵便、印紙、ゆうパック、内容証明
- 貯金、為替、振替、振込、国際送金、国債
- 生命保険、バイク自賠責保険
- 地方公共団体事務（京丹波町ごみ処理券の販売、京丹波町し尿処理券の販売、京丹波町ごみ袋の販売）
- ゆうちょ銀行ATM
- 船井郡京丹波町の内、和知地区（〒629-11xx区域）の集配業務

## 周辺

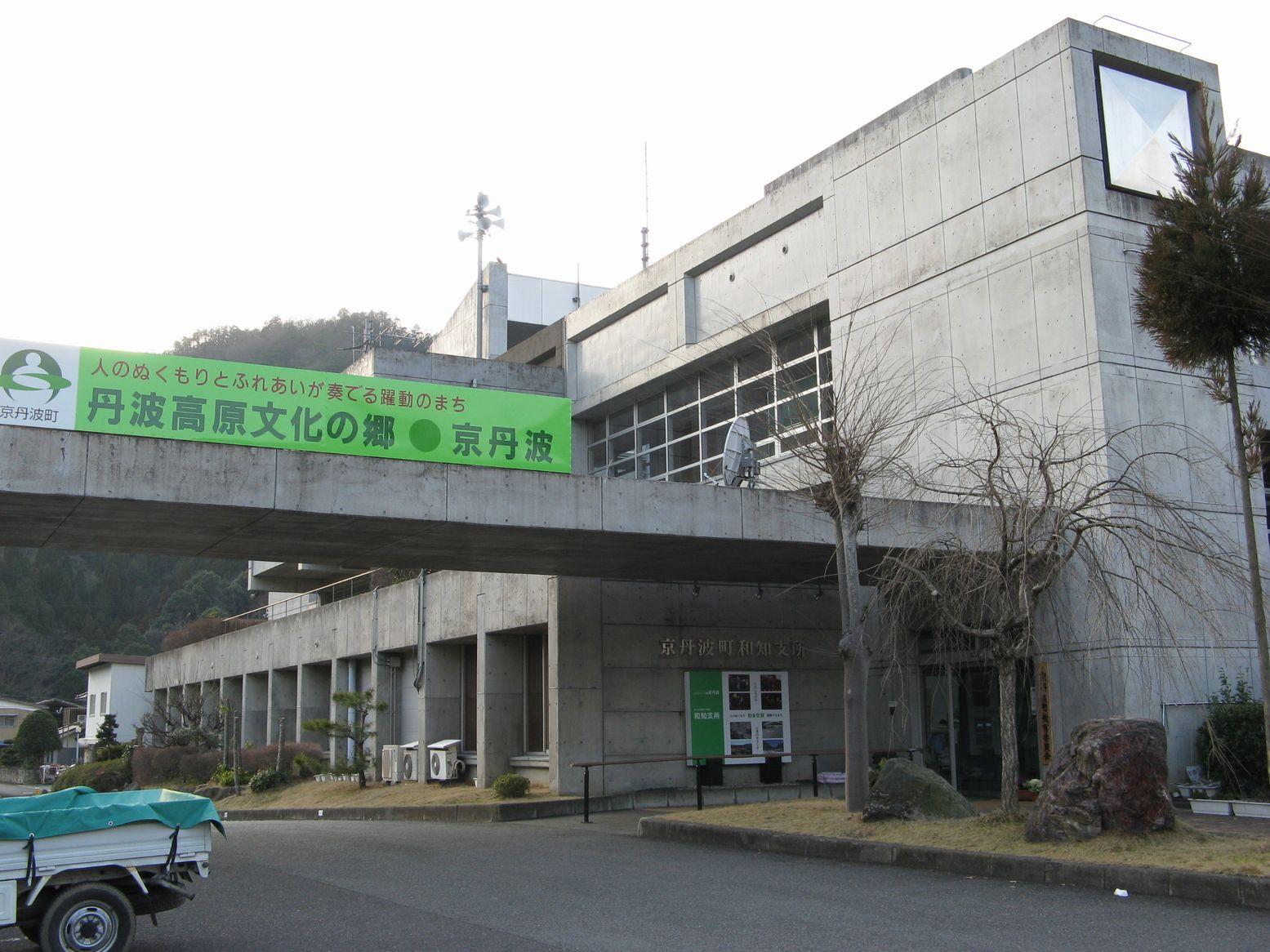
京丹波町和知支所（旧・和知町役場）

- 京丹波町役場和知支所（旧・和知町役場）
- 京丹波町立和知小学校
- 国道27号
- 京都府道448号和知停車場線
- 由良川

## アクセス
- JR山陰本線 和知駅から西へ約100メートル（徒歩約3分）
- 京丹波町営バス、南丹市営バス 和知駅停留所下車
- 京都縦貫自動車道（丹波綾部道路） 京丹波わちICから東へ約7.5km
- 駐車場あり：2台